# Danh sách Thống đốc Nhật Bản
Danh sách Thống đốc tỉnh của Nhật Bản

## Danh sách
| Đô Đạo Phủ Huyện | Thống đốc | Thống đốc                                   | Bắt đầu              | Kết thúc (dự kiến)   | Nhiệm kỳ thứ | Đảng              |         |
| ---------------- | --------- | ------------------------------------------- | -------------------- | -------------------- | ------------ | ----------------- | ------- |
| Hokkaidō         |           | Suzuki Naomichi                             | 23 tháng 4 năm 2019  | 22 tháng 4 năm 2027  | 2            | Đảng              | Độc lập |
| Aomori           |           | Miyashita Sōichirō                          | 29 tháng 6 năm 2023  | 28 tháng 6 năm 2027  | 1            | Độc lập           |         |
| Iwate            |           | Tasso Takuya                                | 30 tháng 4 năm 2007  | 10 tháng 9 năm 2027  | 5            | Độc lập           |         |
| Miyagi           |           | Murai Yoshihiro                             | 21 tháng 11 năm 2005 | 20 tháng 11 năm 2025 | 5            | Độc lập           |         |
| Akita            |           | Satake Norihisa                             | 20 tháng 4 năm 2009  | 19 tháng 4 năm 2025  | 4            | Độc lập           |         |
| Yamagata         |           | Yoshimura Mieko                             | 14 tháng 2 năm 2009  | 13 tháng 2 năm 2025  | 4            | Độc lập           |         |
| Fukushima        |           | Uchibori Masao                              | 12 tháng 11 năm 2014 | 11 tháng 11 năm 2026 | 3            | Độc lập           |         |
| Ibaraki          |           | Ōigawa Kazuhiko                             | 26 tháng 9 năm 2017  | 25 tháng 9 năm 2025  | 2            | Độc lập           |         |
| Tochigi          |           | Fukuda Tomikazu                             | 9 tháng 12 năm 2004  | 8 tháng 12 năm 2024  | 5            | Độc lập           |         |
| Gunma            |           | Yamamoto Ichita                             | 28 tháng 7 năm 2019  | 27 tháng 7 năm 2027  | 2            | Độc lập           |         |
| Saitama          |           | Ōno Motohiro                                | 31 tháng 8 năm 2019  | 30 tháng 8 năm 2027  | 2            | Độc lập           |         |
| Chiba            |           | Kumagai Toshihito                           | 5 tháng 4 năm 2021   | 4 tháng 4 năm 2025   | 1            | Độc lập           |         |
| Tōkyō            |           | Koike Yuriko                                | 2 tháng 8 năm 2016   | 30 tháng 7 năm 2024  | 2            | Độc lập           |         |
| Kanagawa         |           | Kuroiwa Yūji                                | 23 tháng 4 năm 2011  | 22 tháng 4 năm 2027  | 4            | Độc lập           |         |
| Niigata          |           | Hanazumi Hideyo                             | 12 tháng 6 năm 2018  | 9 tháng 6 năm 2026   | 2            | Độc lập           |         |
| Toyama           |           | Nitta Hachirō                               | 9 tháng 11 năm 2020  | 8 tháng 11 năm 2024  | 1            | Độc lập           |         |
| Ishikawa         |           | Hase Hiroshi                                | 26 tháng 3 năm 2022  | 26 tháng 3 năm 2026  | 1            | Độc lập           |         |
| Fukui            |           | Sugimoto Tatsuji                            | 23 tháng 4 năm 2019  | 22 tháng 4 năm 2027  | 2            | Độc lập           |         |
| Yamanashi        |           | Nagasaki Kōtarō                             | 17 tháng 2 năm 2019  | 16 tháng 2 năm 2027  | 2            | Độc lập           |         |
| Nagano           |           | Abe Shuichi                                 | 1 tháng 9 năm 2010   | 31 tháng 8 năm 2026  | 5            | Độc lập           |         |
| Gifu             |           | Furuta Hajime                               | 6 tháng 2 năm 2005   | 5 tháng 2 năm 2025   | 5            | Độc lập           |         |
| Shizuoka         |           | Kawakatsu Heita                             | 7 tháng 7 năm 2009   | 4 tháng 7 năm 2025   | 4            | Độc lập           |         |
| Aichi            |           | Ōmura Hideaki                               | 15 tháng 2 năm 2011  | 14 tháng 2 năm 2027  | 4            | Độc lập           |         |
| Mie              |           | Ichimi Katsuyuki                            | 14 tháng 9 năm 2021  | 13 tháng 9 năm 2025  | 1            | Độc lập           |         |
| Shiga            |           | Mikazuki Taizō                              | 20 tháng 7 năm 2014  | 19 tháng 7 năm 2026  | 3            | Độc lập           |         |
| Kyōto            |           | Nishiwaki Takatoshi                         | 16 tháng 4 năm 2018  | 15 tháng 4 năm 2026  | 2            | Độc lập           |         |
| Ōsaka            |           | Yoshimura Hirofumi                          | 8 tháng 4 năm 2019   | 6 tháng 4 năm 2027   | 2            | Hội Duy tân Ōsaka |         |
| Hyōgo            |           | Saitō Motohiko                              | 1 tháng 8 năm 2021   | 31 tháng 7 năm 2025  | 1            | Độc lập           |         |
| Nara             |           | Yamashita Makoto                            | 3 tháng 5 năm 2023   | 2 tháng 5 năm 2027   | 1            | Độc lập           |         |
| Wakayama         |           | Kishimoto Shūhei                            | 17 tháng 12 năm 2022 | 16 tháng 12 năm 2026 | 1            | Độc lập           |         |
| Tottori          |           | Hirai Shinji                                | 13 tháng 4 năm 2007  | 12 tháng 4 năm 2027  | 5            | Độc lập           |         |
| Shimane          |           | Maruyama Tatsuya                            | 30 tháng 4 năm 2019  | 29 tháng 4 năm 2027  | 2            | Độc lập           |         |
| Okayama          |           | Ibaragi Ryūta                               | 12 tháng 11 năm 2012 | 11 tháng 11 năm 2024 | 3            | Độc lập           |         |
| Hiroshima        |           | Yuzaki Hidehiko                             | 29 tháng 11 năm 2009 | 28 tháng 11 năm 2025 | 4            | Độc lập           |         |
| Yamaguchi        |           | Muraoka Tsugumasa                           | 25 tháng 2 năm 2014  | 22 tháng 2 năm 2026  | 3            | Độc lập           |         |
| Tokushima        |           | Gotōda Masazumi                             | 18 tháng 5 năm 2023  | 17 tháng 5 năm 2027  | 1            | Độc lập           |         |
| Kagawa           |           | Hamada Keizō                                | 5 tháng 9 năm 2022   | 4 tháng 9 năm 2026   | 1            | Độc lập           |         |
| Ehime            |           | Nakamura Tokihiro                           | 1 tháng 12 năm 2010  | 30 tháng 11 năm 2026 | 4            | Độc lập           |         |
| Kōchi            |           | Hamada Seiji                                | 7 tháng 12 năm 2019  | 6 tháng 12 năm 2023  | 1            | Độc lập           |         |
| Fukuoka          |           | Hattori Seitarō                             | 14 tháng 4 năm 2021  | 10 tháng 4 năm 2025  | 1            | Độc lập           |         |
| Saga             |           | Yamaguchi Yoshinori                         | 14 tháng 1 năm 2015  | 10 tháng 1 năm 2027  | 3            | Độc lập           |         |
| Nagasaki         |           | Ōishi Kengo                                 | 2 tháng 3 năm 2022   | 1 tháng 3 năm 2026   | 1            | Độc lập           |         |
| Kumamoto         |           | Kabashima Ikuo                              | 16 tháng 4 năm 2008  | 15 tháng 4 năm 2024  | 4            | Độc lập           |         |
| Ōita             |           | Satō Kiichirō                               | 28 tháng 4 năm 2023  | 27 tháng 4 năm 2027  | 5            | Độc lập           |         |
| Miyazaki         |           | Kōno Shunji                                 | 21 tháng 1 năm 2011  | 20 tháng 1 năm 2027  | 4            | Độc lập           |         |
| Kagoshima        |           | Shiota Kōichi                               | 28 tháng 7 năm 2020  | 27 tháng 7 năm 2024  | 1            | Độc lập           |         |
| Okinawa          |           | Tamaki Denī (Tamaki Denny) (Tamaki Yashiro) | 4 tháng 10 năm 2018  | 29 tháng 9 năm 2026  | 2            | Độc lập           |         |